# Миколаївська церква (дерев'яна, Чернівці)
Миколаївська церква (Чернівці) — найстаріша дерев'яна церква Чернівців, пам'ятка архітектури національного значення, побудована у 1607 році

## Історія побудови і перебудови
Миколаївська церква — один з найстародавніших зразків буковинської школи народного зодчества.
Є пам'яткою архітектури національного значення.
Побудована у Чернівцях в 1607 році в буковинському («хатньому») стилі.
За архітектурною композицією – це однорівнева споруда без купола, стіни якої складені з дубових брусів у зруб, а дах покритий драницями та увінчаний трьома кованими хрестами.
Існують дві версії місця побудови церкви Миколи.
Згідно з першою в часи протекторату над цими землями турків вона була єпископською церквою і знаходилась в центрі міста, а потім була перенесена на теперішнє місце. Друга стверджує, що церква стояла на цьому місці з часів її побудови в 1607 році у житловому масиві Селище поруч з давніми Чернівцями.
Храм зазнає перебудов у XVIII та XIX ст.
Внаслідок останньої перебудови бабинець набуває дещо нетрадиційної видовженої п'ятигранної форми (довжину збільшено на 2,5 метри) та втрачає первісний пірамідальний верх. Ймовірно, тоді ж добудовано ризнецю.
Спочатку поблизу церкви стояла дерев'яна дзвіниця на три дзвони, а в 1868 році на її місці спорудили муровану дзвіницю, яка збереглася до наших днів.
Реставрації проведені в 1954 році та після пожежі 1992 році, коли згоріла значна частина будівлі.
Після відновлення у освяченому в 1996 році храмі проводить богослужіння православна громада Чернівців Київського Патріархату.
Відправи провадить настоятель церкви отець Валерій Полянко.

## Архітектура церкви
Миколаївська церква — дерев'яна, тридільна.
Складається з трьох великих дубових зрубів: п'ятигранного видовженого західного, ширшого квадратного центрального та п'ятигранного східного.
Бабинець перекритий пласкою стелею на сволоках, нава — восьмигранним наметовим верхом з заломом, вівтар чотиригранним наметовим верхом (подібний до перебудови мав і бабинець).
Перехід четверика центрального зрубу в восьмерик здійснений за допомогою плоских парусів.
Вертикальні розміри всіх складових склепінчастої конструкції над центральним об'ємом дуже малі. Всі верхи покриті спільним стрімким ґонтовим дахом, широкі звиси якого влаштовані на фігурних кронштейнах.
Традиційно для буковинських храмів центральний вхід знаходиться в південній стіні західного зрубу.
Висотно розкритий внутрішній простір об'єднано фігурними арками-вирізами

## Адреса церкви
м. Чернівці, вул. Петра Сагайдачного, 89

## Галерея

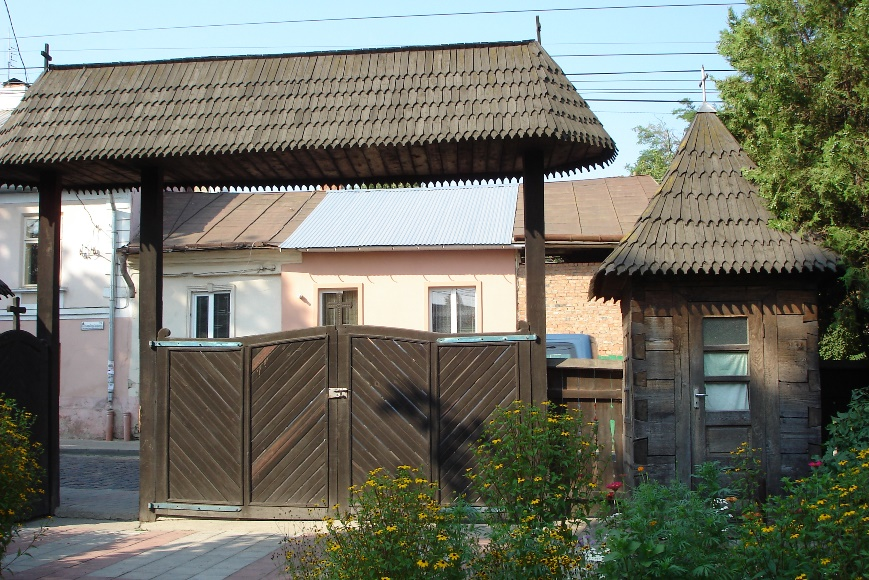
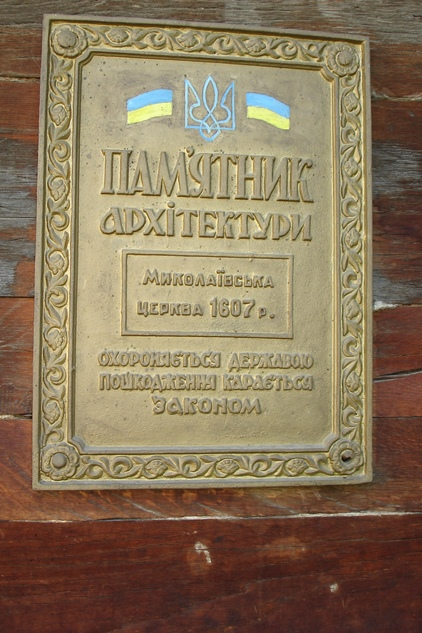
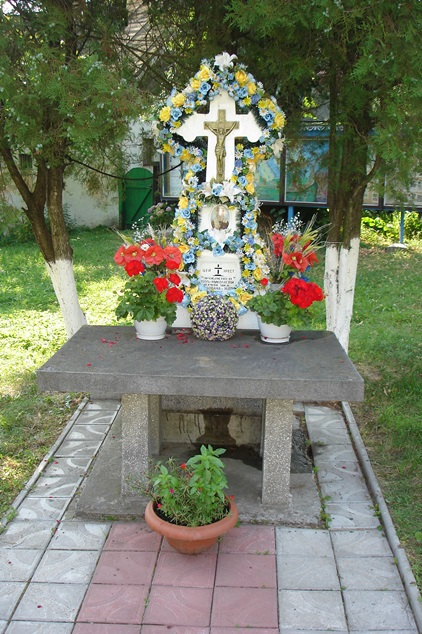
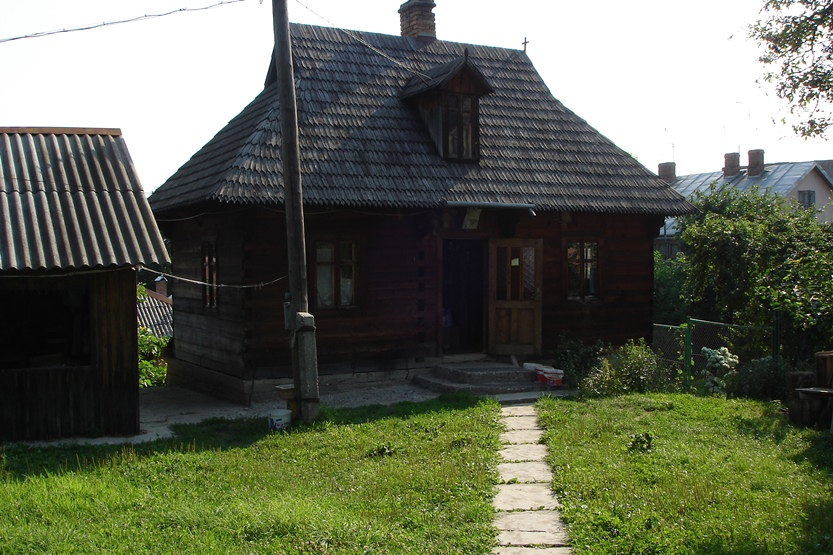
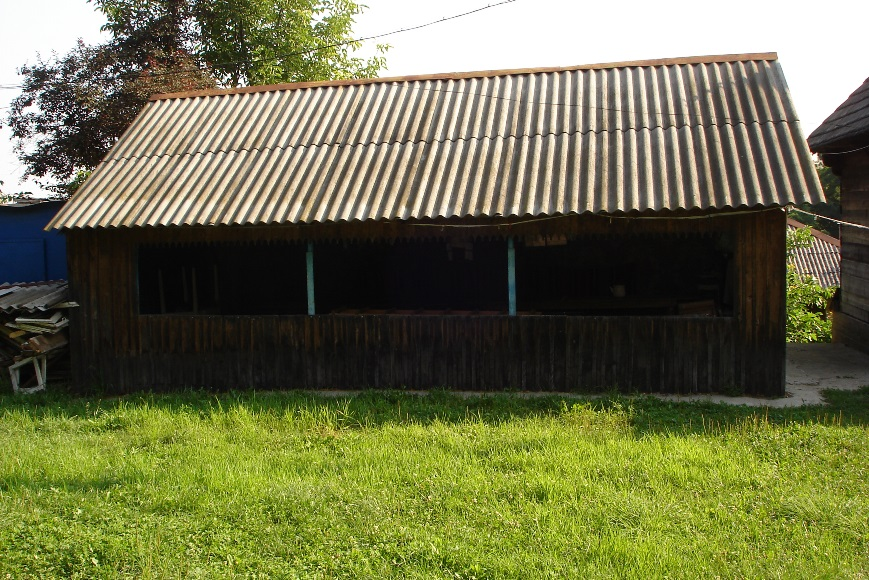
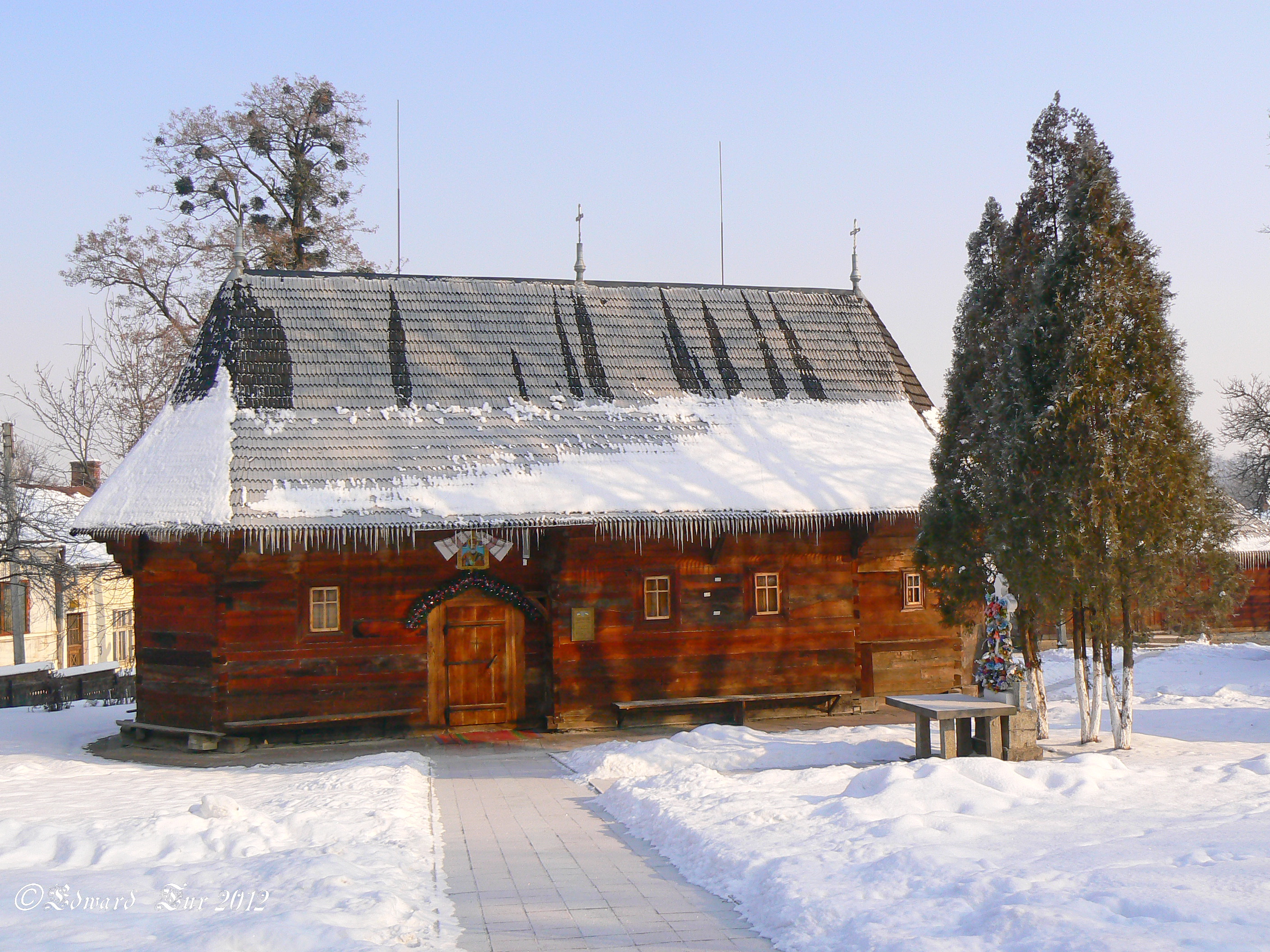